# Modave
Modave ist eine Gemeinde in der belgischen Provinz Lüttich. Sie besteht aus den Ortschaften Modave, Outrelouxhe, Rausa, Strée und Vierset.
Der Gemeindeteil Strée (frz. Strée-lez-Huy) tritt schon in der Karolingerzeit ins Licht der Geschichte, als 822 Kaiser Ludwig der Fromme in "Stratella villa" dem Kloster Saint-Amand (bei Valenciennes, Dep. Nord) einige Güter schenkte (Regesta Imperii I, 757). 
Die Höhle Trou Al’Wesse liegt südlich von Modave.

## Weblinks

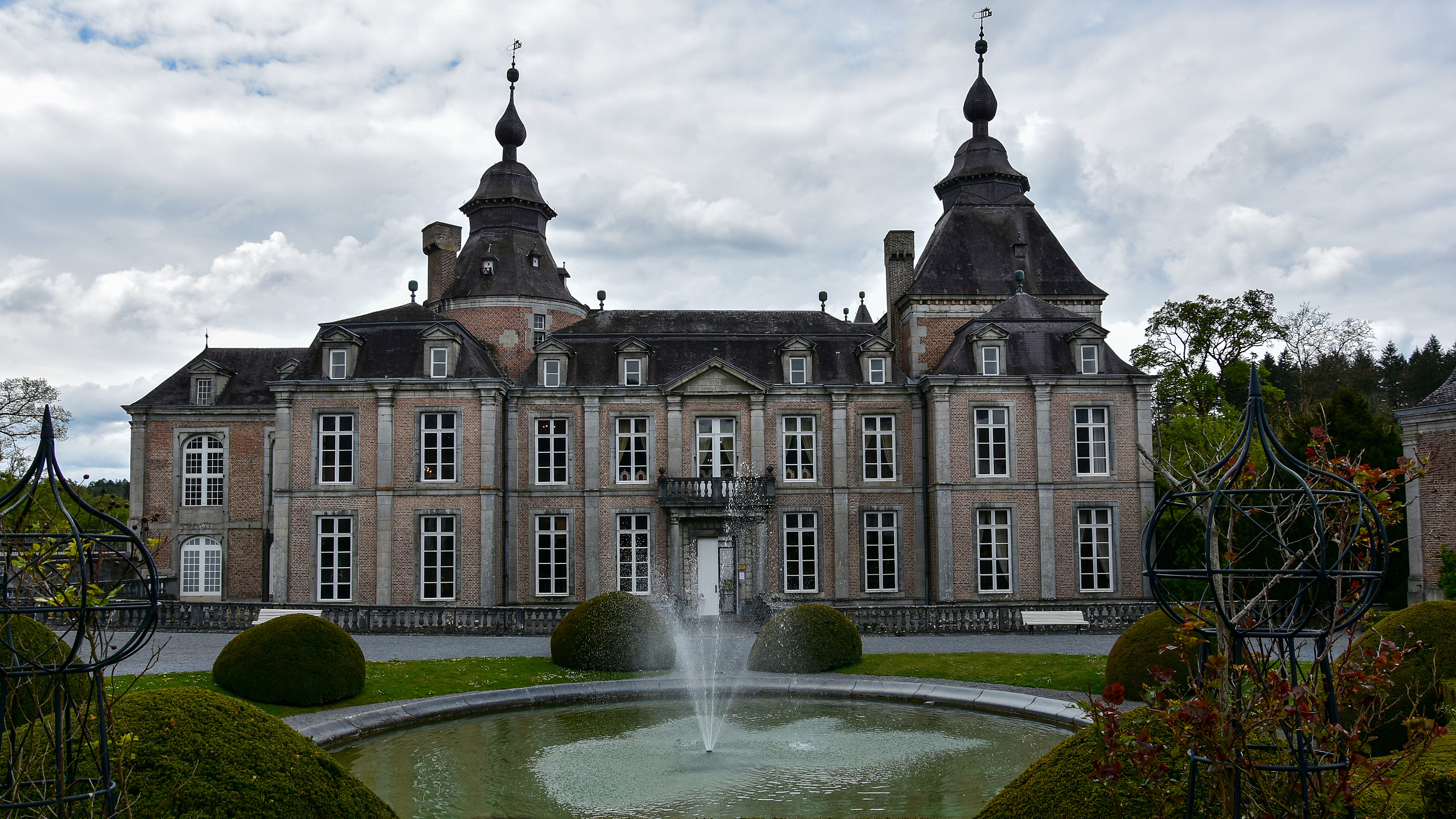
Schloss Modave